# HPD ARX-03
HPD ARX-03 — спортпрототип компанії концерну Honda для перегонів Американської серії Ле Мана, що був створений відповідно до регламенту Прототипів Ле Ману класу LMP1 і LMP2. Розроблений на заміну моделі Acura ARX-01, що брала участь у перегонах Американської серії Ле Ман (англ. American Le Mans Series) (LMP2) (2007–2009).

## Історія
Після цунамі, землетрусу 2011 компанія Honda і її партнер Highcroft Racing роздумувала над припиненням фінансування розвитку моделі HPD ARX-01e, що виступала у 2 категорії прототипів Ле Ману. Однак його шасі (аналогічне до HPD ARX-01) зрештою вирішили використати для створення моделей для 1 і 2 класу перегонів у чемпіонаті 2012. Для цього було покращено аеродинаміку кузова, модифіковано систему охолодження, ходову і силову частини. Кузов розробили завдяки комп'ютерному моделюванню.
З розвитком моделі було оголошено про заміну моделі ARX-01g для категорії перегонів LMP2 на модифікацію HPD ARX-03b, що в основному відрізняється від модифікації HPD ARX-03a/c для категорії перегонів LMP1 мотором.
У дебютному сезоні 2012 HPD ARX-03 виграла командний чемпіонат класу LMP2. На HPD ARX-03 виступали команди Level 5 Motorsports, Strakka Racing, Sumo Power, Starworks Motorsport, Rebellion Racing.
Сезон 2013 після перших перегонів на заміну моделі HPD ARX-03a прийшла модель HPD ARX-03c. Загалом сезон виявився успішним для команд, що стартували на HPD ARX-03.

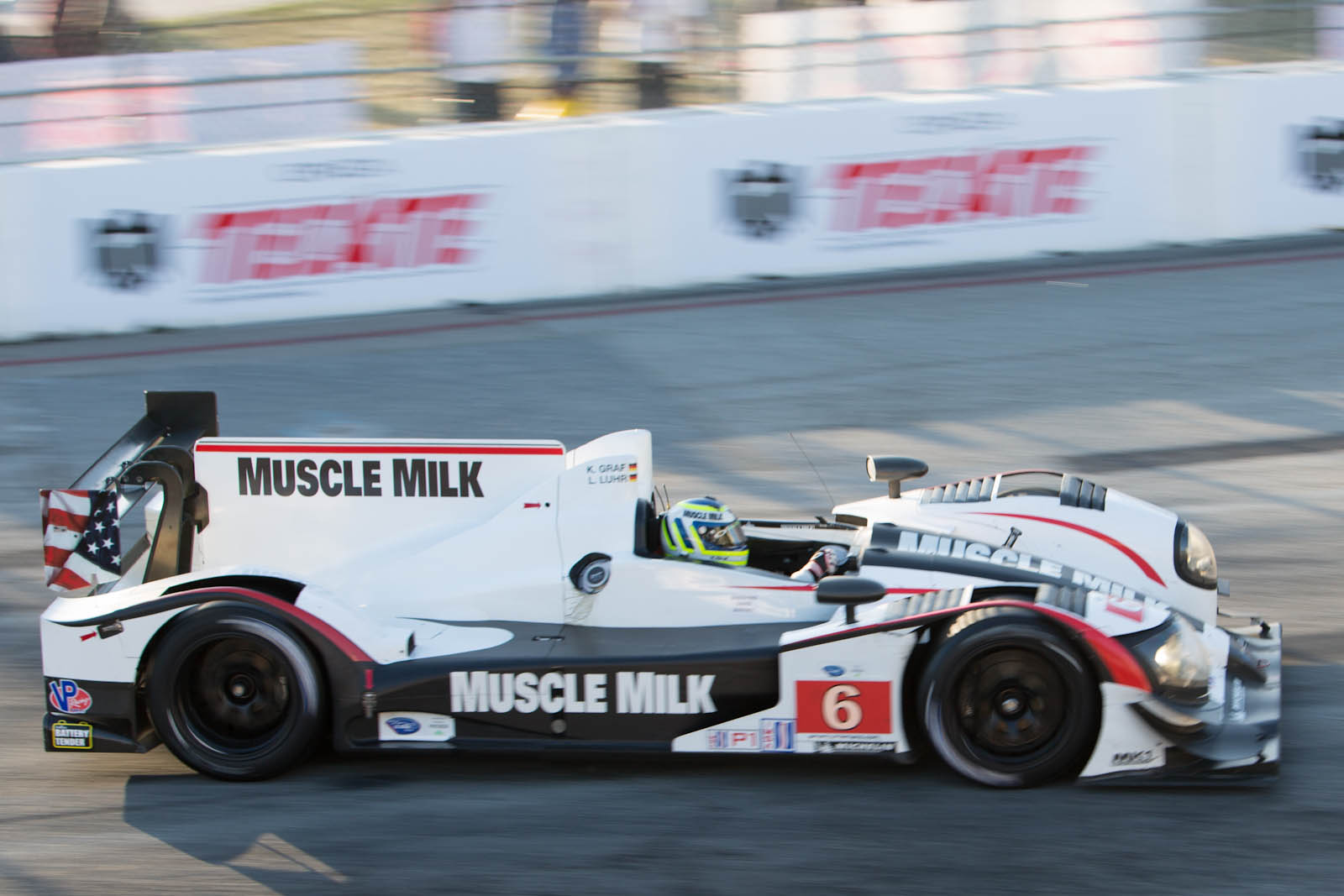
HPD ARX-03a. Клаус Граф. 2012

У сезоні 2014 модель HPD ARX-03b вирішили не використовувати на треках Європи у приватних командах, чемпіонаті світу на витривалість. Загалом HPD ARX-03 виграла 34 перегони з 40, здобувши командні перемоги у:
- командному чемпіонаті
  - 2012 Американській Серії Ле Ман класу P2[4]
  - 2013 Американській Серії Ле Ман класу P2[5]
  - 2012 Американській Серії Ле Ман класу P1[4]
  - 2013 Американській Серії Ле Ман класу P1[5]
- кубках конструкторів
  - 2012 Американській Серії Ле Ман класу P2[4]
  - 2013 Американській Серії Ле Ман класу P2[5]
  - 2012 Американській Серії Ле Ман класу P1[4]
  - 2013 Американській Серії Ле Ман класу P1[5]
- чемпіонаті водіїв
  - 2012 Американській Серії Ле Ман класу P2[4]
  - 2013 Американській Серії Ле Ман класу P2[5]
  - 2012 Американській Серії Ле Ман класу P1[4]
  - 2013 Американській Серії Ле Ман класу P1[5]